# 묵호초등학교
묵호초등학교는 대한민국 강원특별자치도 동해시 발한동에 있는 공립 초등학교다.

## 학교 연혁
- 1935년 11월 12일 망상공립보통학교 개교(설립인가 10월 7일)
- 1938년 4월 1일 망상공립심상소학교로 개칭
- 1941년 4월 1일 망상공립국민학교로 개칭
- 1946년 3월 12일 묵호국민학교 개명
- 1996년 3월 1일 묵호초등학교 교명 개칭[1]
- 2021년 9월 1일 제41대 김득주 교장 부임
- 2021년 12월 31일 제86회 졸업식(남10명, 여7명, 계17명, 누계19,614명)
- 2022년 3월 1일 7학급 편성(특수학급 포함)
- 2023년 3월 1일 제42대 이철재 교장 부임

## 학교 상징
- 교화 : 라일락 - 라일락 그윽한 향기 속에 오늘도 꽃내음 맏으며 착한 마음 고운 꿈 가꾸어 나가리
- 교목 : 향나무 - 천 년의 삶을 자랑하고 묵호교 개교와 함께하는 꿋꿋함과 늘 푸른 자태로 번영의 역사 함께 하리

## 참고 문헌
- 묵호초등학교 - 한국교육학술정보원 학교알리미

## 같이 보기
- 묵호초등학교 축구단